# Olga Kaljakin
Olga Kaljakin (8 de noviembre de 1950 – 6 de octubre de 2008) fue una directora artística, diseñadora gráficas y artista de cartelera estadoundiense.

## Biografía
Kaljakin comenzó su carrera en publicidad trabajando para Petersen Publishing. Posteriormente, se convirtió en directora artística y diseñadora gráficas para Seiniger Advertising, Aspect Ratio y Crew Creative. Durante su carrera, Kaljakin recibió numerosos premios por su trabajo, gran parte de la cual se centró en la publicidad cinematográfica a través de carteles de películas, vallas publicitarias y anuncios en periódicos. Sus premios incluyen los certificados de Hollywood Reporter Key Art Awards y Art Directors Club of LA.
Kaljakin diseñó pósteres de películas durante 25 años. Algunos tan conocidos como El último samurai, Campo de sueños, Hechizo de luna, Los intocables de Eliot Ness, y otros muchos. La mayor parte de su trabajo publicitario cinematográfico se produjo entre 1985 y 1997.
Kaljakin murió de un enfisema el 6 de octubre de 2008, a los 57 años. Su funeral y entierro se llevó a cabo en el cementerio Hollywood Forever. Sus archivos se conservan en la Academia de Cine.